# Masters of Chant
Masters of Chant (englisch für: „Meister der Gesänge“) ist das zweite Album des Musikprojekts Gregorian, das am Nikolaustag 1999 veröffentlicht wurde. Auf dem Album befinden sich Coverversionen bekannter Songs im gregorianischen Stil. Produziert wurde das Album von Frank Peterson.

## Entstehung
Die Idee, Popmusik mit gregorianischem Gesang zu verbinden, war Frank Peterson während eines Aufenthalts in Spanien 1989 gekommen, wo er auch das königliche Kloster von San Lorenzo de El Escorial besichtigte. Er ging dort durch die mittelalterliche Kloster- und Schlossanlage und hörte dabei auf seinem Walkman aktuelle Musik, was ihn dazu anregte, Soundexperimente mit gregorianischem Gesang zu versuchen.
Diese Idee setzte er erstmals gemeinsam mit Michael Cretu in dem Projekt Enigma um, deren erstes Album MCMXC a.D., das 1990 veröffentlicht wurde, ein Erfolg wurde. Die beiden Nachfolgealbum verfolgten diesen neugeschaffenen Stil jedoch nicht weiter, sondern experimentierten mit anderen Dingen. Peterson beschloss schließlich mit einem neuen Projekt das ursprüngliche Konzept von Enigma wieder aufzugreifen, was zur Entstehung des ersten Gregorian-Albums Masters of Chant führte.

## Veröffentlichungen
Das Album wurde als normale Compactdisc veröffentlicht. 2002 wurde die DVD zum Album Gregorian in Santiago de Compostela veröffentlicht. 2006 folgte eine Diamond Edition mit identischer Trackliste, 2007 wurde es in dem Earbook Chants & Mysteries veröffentlicht, 2009 wurde das Album Chants & Visions Chapter I auf den Markt gebracht, welches das Album sowie die DVD enthielt. Auf dem Album sind außerdem 2 Bonustracks: Mad World (Live from Berlin) & Angels (Live from Berlin). In Frankreich ist der Name des Albums Masters of Chant Chapitre II. In Japan, China und den USA hatte das Album 2 Bonustracks: Breathe (Originalinterpret: Sixpence None the Richer) und Make Us One (Eigenkomposition).

## Titelliste
1. Brothers in Arms (Mark Knopfler) – 5:09 (Originalinterpret: Dire Straits)
2. Scarborough Fair (traditional) – 4:06 (Originalinterpret: Simon and Garfunkel)
3. Tears in Heaven (Eric Clapton, Will Jennings) – 4:43 (Originalinterpret: Eric Clapton)
4. Still I’m Sad (Jim McCarty, Paul Samwell-Smith) – 4:02 (Originalinterpret: The Yardbirds)
5. When a Man Loves a Woman (Calvin Lewis, Andrew Wright) – 4:08 (Originalinterpret: Percy Sledge)
6. Nothing Else Matters (James Hetfield, Lars Ulrich) – 5:30 (Originalinterpret: Metallica)
7. Fade to Grey (Billy Currie, Christopher Payne, Midge Ure) – 3:38 (Originalinterpret: Visage)
8. Losing My Religion (Bill Berry, Peter Buck, Mike Mills, Michael Stipe) – 5:01 (Originalinterpret: R.E.M.)
9. Vienna (Midge Ure, Chris Cross, Warren Cann, Billy Currie) – 4:22 (Originalinterpret: Ultravox)
10. The Sound of Silence (Paul Simon) – 3:35 (Originalinterpret: Simon and Garfunkel)
11. Sebastian (Steve Harley) – 3:05 (Originalinterpret: Steve Harley & Cockney Rebel)
12. Don’t Give Up (Peter Gabriel) – 5:22 (Originalinterpret: Peter Gabriel & Kate Bush)
13. Save a Prayer (Simon Le Bon, Roger Taylor, Andy Taylor, John Taylor, Nick Rhodes) – 4:54 (Originalinterpret: Duran Duran)
14. I Still Haven’t Found What I’m Looking For (U2) – 4:14 (Redio Edit, Originalinterpret: U2)

## Kommerzieller Erfolg

### Chartplatzierungen
Das Album verkaufte sich international sehr gut, so erreichte es in Deutschland Platz 38 der Albumcharts (Ersteinstieg: 01/2000).
| ChartsChartplatzierungen | Höchstplatzierung | Wochen |
| ------------------------ | ----------------- | ------ |
| Deutschland (GfK)        | 38 (29 Wo.)       | 29     |
| Schweiz (IFPI)           | 39 (7 Wo.)        | 7      |

| ChartsJahrescharts (2000) | Platzierung |
| ------------------------- | ----------- |
| Deutschland (GfK)         | 93          |

### Auszeichnungen für Musikverkäufe
| Land/Region        | Auszeichnungen für Musikverkäufe (Land/Region, Auszeichnung, Verkäufe) | Verkäufe |
| ------------------ | ---------------------------------------------------------------------- | -------- |
| Australien (ARIA)  | Gold                                                                   | 35.000   |
| Belgien (BRMA)     | Gold                                                                   | 25.000   |
| Deutschland (BVMI) | Gold                                                                   | 150.000  |
| Finnland (IFPI)    | Gold                                                                   | 33.258   |
| Neuseeland (RMNZ)  | Gold                                                                   | 7.500    |
| Polen (ZPAV)       | Gold                                                                   | 50.000   |
| Ungarn (MAHASZ)    | Gold                                                                   | 25.000   |
| Insgesamt          | 7× Gold ·                                                              | 325.758  |